# Marc Perrin de Brichambaut
Marc Perrin de Brichambaut (Rabat, Marruecos, 29 de octubre de 1948) es un funcionario y diplomático del gobierno de Francia. Fue miembro del Consejo de Estado de Francia, y secretario general de la Organización para la Seguridad y la Cooperación en Europa (OSCE) desde junio del 2005 hasta junio de 2011 y es juez de la Corte Penal Internacional de La Haya desde el 11 de marzo del 2015.

## Biografía
De Brichambaut después de graduarse de la Escuela Normal Superior de Saint-Cloud y la Escuela Nacional de Administración, se unió al Consejo de Estado de Francia (Tribunal Supremo para revisión judicial) en 1974. Fue nombrado Consejero de Estado en 1992. 
También ha ocupado numerosos cargos de alto nivel en el Ministerio de Asuntos Exteriores y el Ministerio de Defensa de Francia y en la Secretaría de las Naciones Unidas. Como asesor legal del Ministerio de Relaciones Exteriores, dirigió a la delegación francesa a la Conferencia de Roma y firmó el Estatuto de Roma en nombre de su país. Se desempeñó como Secretario General de la Organización para la Seguridad y la Cooperación en Europa (OSCE) de 2005 a 2011. Ha enseñado extensamente derecho internacional en Sciences-Po en París.

### Juez en la Corte Criminal Internacional
El 10 de diciembre de 2014, de Brichambaut fue elegido juez de la Corte Penal Internacional (CPI) en La Haya. En su calidad de juez presidente de la Sala de Primera Instancia VII en 2016, condenó al exvicepresidente de la República Democrática del Congo Jean-Pierre Bemba y a cuatro miembros de su equipo legal de interferir con testigos; los veredictos marcaron la primera vez que el tribunal encontró a los sospechosos culpables de intentar pervertir el curso de la justicia.
Como juez presidente de la Sala de Primera Instancia II, emitió un fallo histórico en 2017 al encontrar al exlíder de la milicia congoleña Germain Katanga responsable daños por un millón de dólares pagaderos a sus víctimas; esta fue la primera vez que el tribunal ordenó a un condenado pagar daños a víctimas individuales. Poco después, también encontró a Thomas Lubanga responsable de una indemnización de 10 millones de dólares a 425 ex  niños soldados.
En una decisión de alto perfil sobre el fracaso de Sudáfrica para arrestar y entregar al  Presidente Omar Al-Bashir de Sudán a la Corte mientras estaba en su territorio, de Brichambaut emitió una opinión por separado en 2017 y sostuvo que ambos países estaban obligados a arrestar a Bashir porque ambos habían firmado la Convención sobre el Genocidio.
En marzo de 2018, los jueces del CPI eligieron a de Brichambaut como Segundo Vicepresidente por un periodo de tres años.